# Innerstebergland

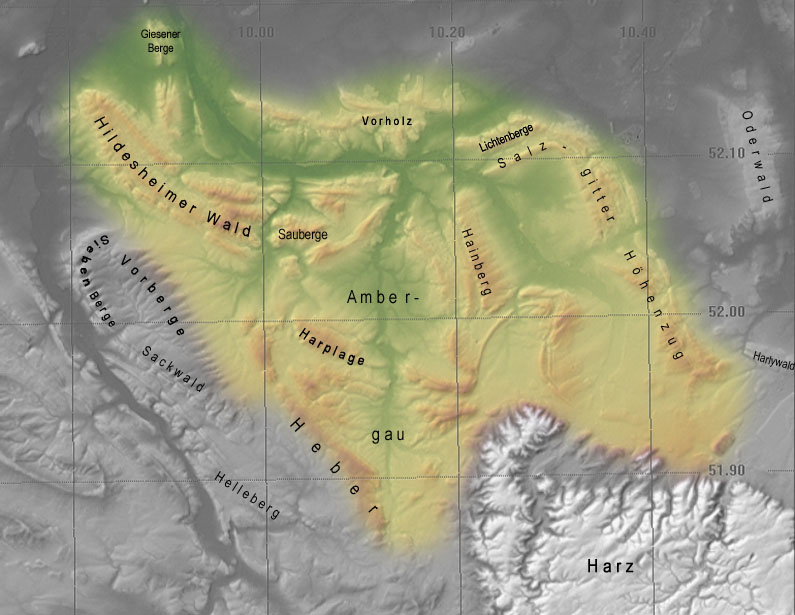
Innerstebergland

Das Innerstebergland ist eine über 900 km² große und bis 358,9 m ü. NHN hohe Landschaft im nördlichen Teil der deutschen Mittelgebirge und im östlichen Teil des Weser-Leine-Berglands in Niedersachsen (Deutschland).
Namensgebend für das Innerstebergland ist die Innerste, ein Nebenfluss der Leine.

## Geographie

### Lage
Das Innerstebergland erstreckt sich im Einzugsgebiet der Innerste von Hildesheim und dem Südwesten Salzgitters bis nach Goslar und Seesen am nordwestlichen Rand des Harzes. Im Nordwesten grenzt die Landschaft an die Calenberger Lößbörde, im Norden an die Braunschweig-Hildesheimer Lößbörde und im Osten an die Harzrandmulde – alle Teil der Lößbörden am Nordrand der Mittelgebirgsschwelle. Im Südosten grenzt der Harz, im Süden das Südwestliche Harzvorland und im Südwesten das Alfelder Bergland.
In seinem Zentrum und im Süden befindet sich der Ambergau, eine Niederungslandschaft an der Nette, einem Zufluss der Innerste. Das Tal mit den Hauptorten Sibbesse, Bodenburg und Lamspringe, zwischen dem Hildesheimer Wald im Nordosten und den Vorbergen und dem Sackwald im Südwesten, heißt Flenithigau.
Im und am Rand des Innersteberglands befinden sich diese deutlich abgrenzbaren Höhenzüge, die meist aus Schichtstufen aufgebaut sind und teilweise auf der Grenze zu Nachbarlandschaften liegen (in alphabetischer Reihenfolge betrachtet): Giesener Berge, Hainberg, Harplage, Heber, Hildesheimer Wald, Salzgitter-Höhenzug (mit den Lichtenbergen), Sauberge und Vorholz. Zwischen diesen Höhenzügen verlaufen diese Fließgewässer: Innerste, Lamme, Neile und Nette sowie deren Zuflüsse.

### Naturräumliche Gliederung
Die naturräumliche Haupteinheit Innerstebergland wurde im Handbuch der naturräumlichen Gliederung Deutschlands (4./5. Lieferung) im Jahr 1957 von Theodor Müller beschrieben und seine Ausdehnung auf 863,5 km² beziffert. Im Jahr 1960 fand eine modifizierte Kartierung 1:1.000.000 statt, die Verfeinerung im Maßstab 1:200.000 folgte im selben Jahr durch Sofie Meisel auf Blatt 86 Hannover (Nordwesten), 1962 durch Müller auf Blatt 86 Braunschweig (Nordosten), 1963 durch Jürgen Hövermann auf Blatt 99 Göttingen (Südwesten) und schließlich 1970 durch Jürgen Spönemann auf Blatt 100 Halberstadt (Südosten). Sie gliedert sich danach wie folgt:
- (zu 37 Weser-Leine-Bergland)
  - 379 Innerstebergland
    - 379.0 Hildesheimer Bergland[3]
      - 379.00 Giesener Berge
      - 379.01 Hildesheimer Wald
      - 379.02 Salzdetfurther Bergland (Sauberge)
      - 379.03 Marienburger Hügelland
      - 379.04 Innerstetal
      - 379.05 Itzumer Hochfläche
      - 379.06 Vorholzer Bergland

    - 379.1 Südliches Innerstebergland[7] (Bockenemer Land)
      - 379.10 Bodenburger Becken[3][5]
      - 379.11 Harplage-Heber (Lamspringer Berge)[3][5]
      - 379.12 Ambergau[3][5]
      - 379.13 Rhüdener Becken[5]
      - 379.14 Seesener Harzvorland[5]

    - 379.2 Ringelheimer Bergland[3][4]
      - 379.20 Hainberg[3]
      - 379.21 Silliumer Hochfläche[3]
      - 379.22 Salzgitter-Höhenzug[3][4][6]
      - 379.23 Ringelheimer Becken[3][4]
      - 379.24 Luttersattel (Ostflügel) (Ostlutterscher Höhenzug)[3][5]
      - 379.25 Becken von Lutter[3][5]
      - 379.26 Luttersattel (Westflügel) (Nauer Berg)[3][5]
      - 379.27 Bodensteiner Ebene[3][5]
      - 379.28 Innerstemulde[5][6]

Die Einheit 379.23 der beiden nördlichen Blätter wird ohne Grenzziehung oder textliche Erwähnung auf den beiden südlichen Blättern als 379.28 fortgeführt. Eine südöstliche Begrenzung des auffällig viereckigen Ringelheimer Beckens bildet in etwa die Bundesstraße 248 in Richtung Salzgitter-Bad, die über die beiden nördlichen Blätter verläuft.

### Landschaftsbild
Die Höhenzüge des Innersteberglands sind überwiegend mit Laubwald, insbesondere Buchenwäldern überzogen. Die Fließgewässer verlaufen in leicht hügeligen, stark lössbedeckten Niederungen, zu denen auch der beckenartige Ambergau gehört. Die fruchtbaren Böden werden stark für die Ackerwirtschaft genutzt. Zum Landschaftsbild gehören auch die heute größtenteils stillgelegten und teils mit Wasser gefüllten Steinbrüche bzw. Tagebaue, in denen seit dem Mittelalter Keupersandstein abgebaut wurde.

### Höhenzüge und Berge
Zum Innerstebergland, dessen höchste Erhebung der 358,9 m hohe Griesberg im Hildesheimer Wald ist, gehören acht Höhenzüge – nach Höhe in Meter (m) über Normalhöhennull (NHN) sortiert:
| - Hildesheimer Wald (358,9 m) - Salzgitter-Höhenzug (322,9 m) mit den Lichtenbergen (254,2 m) - Sauberge (317 m) - Heber (314 m) | - Hainberg (299 m) - Harplage (290,1 m) - Vorholz (243 m) - Giesener Berge (162,6 m) |

### Fließgewässer
Zu den Fließgewässern des Innersteberglands gehören:
- Alme – im Westen, Zufluss der Riehe
- Beuster – im Nordwesten, Zufluss der Innerste
- Innerste – im Norden, Nordosten und Osten, Zufluss der Leine
- Lamme – im Westen, Zufluss der Innerste
- Neile – im südöstlichen Zentrum, Zufluss der Innerste
- Nette – im Zentrum (Ambergau), Zufluss der Innerste
- Riehe – im Westen, Zufluss der Lamme

### Ortschaften
Im Innerstebergland und an seinem Rand liegen unter anderem diese Ortschaften:
| - Adenstedt - Almstedt - Baddeckenstedt - Bad Salzdetfurth - Bockenem - Goslar | - Hildesheim - Holle - Langelsheim - Lamspringe - Lutter am Barenberge - Salzgitter |

## Kulturlandschaftsraum
Der Kulturlandschaftsraum Innerstebergland umfasst ein 730 km² großes Gebiet. Diese Zuordnung zu den Kulturlandschaften in Niedersachsen hat der Niedersächsische Landesbetrieb für Wasserwirtschaft, Küsten- und Naturschutz (NLWKN) 2018 getroffen. Ein besonderer, rechtlich verbindlicher Schutzstatus ist mit der Klassifizierung nicht verbunden.